# Józefów (Lublino)
Józefów è un comune urbano-rurale polacco del distretto di Biłgoraj, nel voivodato di Lublino.
Ricopre una superficie di 126,46 km² e nel 2006 contava 7 207 abitanti.
Il 13 luglio 1942 vi ebbe luogo un massacro, che costò la vita a circa 1500 ebrei locali.